# Tatăl meu, Romulus (film)
Romulus, My Father (Tatăl meu, Romulus) este un film dramatic australian din anul 2007, regizat de Richard Roxburgh. Ecranizarea are la bază romanul autobiografic omonim al filosofului și profesorului universitar australian de origine română Raimond Gaita (probabil Găiță) și prezintă povestea tatălui său Romulus (Eric Bana) și a relației disfuncționale a acestuia cu soția lui, Christine (Franka Potente), în încercarea de a-l crește pe fiul lor Raimond (Kodi Smit-McPhee). Filmul reprezintă totodată și debutul regizoral al actorului australian Richard Roxburgh.

## Rezumat
Acțiunea filmului se desfășoară începând cu anul 1960 într-o familie de imigranți în Australia. Tatăl lui Raimond este un fermier român stabilit în Frogmore, statul Victoria iar mama sa Christina (de origine germană), separată de Romulus, locuiește în Melbourne. Lipsa de instincte materne a Christinei și teama de monotonia relației cu un singur bărbat îl aduc în pragul disperării pe Romulus atunci cînd aceasta și fratele celui mai bun prieten al său decid să se mute împreună. Sfătuit de Hora (Marton Csokas) Romulus decide să-și caute o soție acasă, însă vestea că noua lui soție este deja căsătorită duc la internarea sa într-un spital psihiatric. Raimond aflat la începutul formării caracterului său e condus de nevoia unui camin stabil și a nevoii de iubire ce crede că nu îi este împărtășită de părinții săi.

## Distribuția
- Eric Bana este Romulus, tatăl lui Raimond
- Kodi Smit-McPhee este Raimond, fiul lui Romulus și al Christinei. Raimond Gaita s-a născut în Germania în 1946 și a ajuns în Australia în 1950 la vîrsta de 4 ani
- Franka Potente este Christina, mama lui Raimond și fosta soție a lui Romulus
- Marton Csokas este Hora, cel mai bun prieten al lui Romulus. Hora devine un tată surogat al tînărului Raimond Gaita în timpul internării în spitalul psihiatric a lui Romulus
- Russell Dykstra este Mitru, fratele lui Hora și noul soț al Christinei
- Jacek Koman este Vacek
- Alethea McGrath este Mrs Lillie
- Terry Norris este Tom Lillie
- Esme Melville este Miss Collard

## Box office
Romulus, My Father a avut încasări de $2.589.674 la box office în Australia.